# Сумбул, Эспер Николаевич
Эспер Николаевич Сумбул (1835—1896) — русский юрист-цивилист, товарищ председателя гражданского отделения Московского окружного суда, действительный статский советник. Один из крупнейших деятелей судебной реформы Александра II.

## Биография
Родился 11 (23) июня 1835 года в семье Николая Яковлевича Сумбул (1791—1861) и его жены, Глафиры Васильевны (ум. 29.02.1860). Кроме него в семье было ещё четверо детей: Елизавета (1824—?), Михаил (1825—1883), Дмитрий (1829—1879) и Леонид (1837—?). Родоначальник рода, дед Эспера, Яков Антонович Сумбул  (1742—1822) родился в г. Диабакер в Анатолии (его отец турок, а мать грузинка), но в 1769 году попал в плен; попав в Россию, принял православие и сменил имя.
В 1853 году Эспер Сумбул окончил 1-ю Московскую гимназию; затем учился на юридическом факультете Московского университета.
Служил в Московском окружном суде: с октября 1866 года был товарищем председателя VI отделения суда. В 1892—1896 годах состоял председателем Комитета Общества для пособия нуждающимся студентам.
Был также первым секретарём (в 1863—1867 гг.) и одним из первых товарищей Московского юридического общества.
Умер 23 февраля (6 марта) 1896 года. Похоронен на Ваганьковском кладбище.
В 1898 году за счет капиталов частных лиц для выдачи студентам юридического факультета Московского университета была учреждена стипендия им. Э. Н. Сумбула.